# 中国科学院研究机构列表
以下为中国科学院直属研究机构列表
。
| 名称                                                 | 成立或划归时间 | 所在地   | 网址                                                                    |
| ---------------------------------------------------- | -------------- | -------- | ----------------------------------------------------------------------- |
| 中国科学院数学与系统科学研究院                       | 1998年         | 北京     | http://www.amss.cas.cn/ （页面存档备份，存于）                          |
| 中国科学院应用数学研究所                             | 1979年         | 北京     | http://www.amt.ac.cn/ （页面存档备份，存于）                            |
| 中国科学院计算数学与科学工程计算研究所               | 1956年         | 北京     | http://www.cc.ac.cn/ （页面存档备份，存于）                             |
| 中国科学院力学研究所                                 | 1956年         | 北京     | http://www.imech.cas.cn/ （页面存档备份，存于）                         |
| 中国科学院物理研究所                                 | 1950年         | 北京     | http://www.iop.cas.cn/ （页面存档备份，存于）                           |
| 中国科学院理论物理研究所                             | 1978年         | 北京     | http://www.itp.cas.cn/ （页面存档备份，存于）                           |
| 中国科学院高能物理研究所                             | 1950年         | 北京     | http://www.ihep.cas.cn/ （页面存档备份，存于）                          |
| 中国科学院理化技术研究所                             | 1975年         | 北京     | http://www.ipc.cas.cn/ （页面存档备份，存于）                           |
| 中国科学院化学研究所                                 | 1956年         | 北京     | http://www.ic.cas.cn/ （页面存档备份，存于）                            |
| 中国科学院大连化学物理研究所                         | 1952年         | 大连     | http://www.dicp.cas.cn/ （页面存档备份，存于）                          |
| 中国科学院过程工程研究所                             | 1958年         | 北京     | http://www.ipe.ac.cn/ （页面存档备份，存于）                            |
| 中国科学院地理科学与资源研究所                       | 1999年         | 北京     | http://www.igsnrr.cas.cn/ （页面存档备份，存于）                        |
| 中国科学院声学研究所                                 | 1964年         | 北京     | http://www.ioa.cas.cn/ （页面存档备份，存于）                           |
| 中国科学院生态环境研究中心                           | 1975年         | 北京     | http://www.rcees.ac.cn/ （页面存档备份，存于）                          |
| 中国科学院国家天文台                                 | 2001年         | 北京     | http://www.nao.cas.cn/ （页面存档备份，存于）                           |
| 中国科学院上海天文台                                 | 1962年         | 上海     | http://www.shao.ac.cn/ （页面存档备份，存于）                           |
| 中国科学院紫金山天文台                               | 1934年         | 南京     | http://www.pmo.ac.cn/ （页面存档备份，存于）                            |
| 中国科学院云南天文台                                 | 1972年         | 昆明     | https://ynao.cas.cn/ （页面存档备份，存于）                             |
| 中国科学院地质与地球物理研究所                       | 1999年         | 北京     | http://www.igg.cas.cn/ （页面存档备份，存于）                           |
| 中国科学院遥感与数字地球研究所                       | 2012年         | 北京     | http://www.radi.cas.cn/ （页面存档备份，存于）                          |
| 中国科学院遥感应用研究所                             | 1979年         | 北京     | http://www.irsa.cas.cn/ （页面存档备份，存于）                          |
| 中国科学院对地观测与数字地球科学中心                 | 2007年         | 北京     | http://www.ceode.cas.cn/ （页面存档备份，存于）                         |
| 中国科学院遥感卫星地面站                             | 1986年         | 北京     | http://www.ceode.cas.cn/ （页面存档备份，存于）                         |
| 中国科学院航空遥感中心                               | 1985年         | 北京     | https://web.archive.org/web/20150928004809/http://www.cars.radi.cas.cn/ |
| 中国科学院大气物理研究所                             | 1966年         | 北京     | http://www.iap.ac.cn/ （页面存档备份，存于）                            |
| 中国科学院古脊椎动物与古人类研究所                   | 1957年         | 北京     | http://www.ivpp.cas.cn/ （页面存档备份，存于）                          |
| 中国科学院计算技术研究所                             | 1956年         | 北京     | http://www.ict.ac.cn/ （页面存档备份，存于）                            |
| 中国科学院北京生命科学研究院                         | 2009年         | 北京     | http://www.biols.cas.cn/ （页面存档备份，存于）                         |
| 中国科学院动物研究所                                 | 1950年         | 北京     | http://www.ioz.cas.cn/ （页面存档备份，存于）                           |
| 中国科学院植物研究所                                 | 1950年         | 北京     | http://www.ib.cas.cn/ （页面存档备份，存于）                            |
| 中国科学院心理研究所                                 | 1951年         | 北京     | http://www.psych.cas.cn/ （页面存档备份，存于）                         |
| 中国科学院微生物研究所                               | 1958年         | 北京     | http://www.im.cas.cn/ （页面存档备份，存于）                            |
| 中国科学院生物物理研究所                             | 1957年         | 北京     | http://www.ibp.cas.cn/ （页面存档备份，存于）                           |
| 中国科学院遗传与发育生物学研究所                     | 2001年         | 北京     | http://www.genetics.ac.cn/ （页面存档备份，存于）                       |
| 中国科学院北京基因组研究所                           | 2003年         | 北京     | http://www.big.ac.cn/ （页面存档备份，存于）                            |
| 中国科学院软件研究所                                 | 1985年         | 北京     | http://www.iscas.ac.cn/ （页面存档备份，存于）                          |
| 中国科学院信息工程研究所                             | 2011年         | 北京     | http://www.iie.ac.cn/ （页面存档备份，存于）                            |
| 中国科学院数据与通信保护研究教育中心                 | 1985年         | 北京     | http://dacas.iie.cas.cn/ （页面存档备份，存于）                         |
| 中国科学院半导体研究所                               | 1960年         | 北京     | http://www.semi.ac.cn/ （页面存档备份，存于）                           |
| 中国科学院微电子研究所                               | 1965年         | 北京     | http://www.ime.ac.cn/ （页面存档备份，存于）                            |
| 中国科学院电子学研究所                               | 1956年         | 北京     | http://www.ie.ac.cn/ （页面存档备份，存于）                             |
| 中国科学院自动化研究所                               | 1956年         | 北京     | http://www.ia.cas.cn/ （页面存档备份，存于）                            |
| 中国科学院电工研究所                                 | 1963年         | 北京     | http://www.iee.ac.cn/ （页面存档备份，存于）                            |
| 中国科学院工程热物理研究所                           | 1980年         | 北京     | http://www.etp.ac.cn/ （页面存档备份，存于）                            |
| 中国科学院国家空间科学中心                           | 1958年         | 北京     | http://www.nssc.ac.cn/ （页面存档备份，存于）                           |
| 中国科学院自然科学史研究所                           | 1957年         | 北京     | http://www.ihns.cas.cn/ （页面存档备份，存于）                          |
| 中国科学院科技战略咨询研究院                         | 1985年         | 北京     | http://www.casisd.cas.cn/ （页面存档备份，存于）                        |
| 中国科学院光电研究院                                 | 2003年         | 北京     | http://www.aoe.cas.cn/ （页面存档备份，存于）                           |
| 中国科学院空间应用工程与技术中心                     | 2012年         | 北京     | http://www.csu.cas.cn/ （页面存档备份，存于）                           |
| 中国科学院长春光学精密机械与物理研究所               | 1999年         | 长春     | http://www.ciomp.ac.cn/ （页面存档备份，存于）                          |
| 中国科学院上海光学精密机械研究所                     | 1964年         | 上海     | http://www.siom.cas.cn/ （页面存档备份，存于）                          |
| 中国科学院光电技术研究所                             | 1970年         | 成都     | http://www.ioe.ac.cn/ （页面存档备份，存于）                            |
| 中国科学院青藏高原研究所                             | 2003年         | 北京     | http://www.itpcas.ac.cn/ （页面存档备份，存于）                         |
| 国家纳米科学中心                                     | 2003年         | 北京     | http://www.nanoctr.cn/ （页面存档备份，存于）                           |
| 中国科学院天津工业生物技术研究所                     | 2007年         | 天津     | http://www.tib.cas.cn/ （页面存档备份，存于）                           |
| 中国科学院山西煤炭化学研究所                         | 1954年         | 太原     | http://www.sxicc.ac.cn/ （页面存档备份，存于）                          |
| 中国科学院金属研究所                                 | 1953年         | 沈阳     | http://www.imr.ac.cn/ （页面存档备份，存于）                            |
| 中国科学院沈阳应用生态研究所                         | 1954年         | 沈阳     | http://www.iae.cas.cn/ （页面存档备份，存于）                           |
| 中国科学院沈阳自动化研究所                           | 1958年         | 沈阳     | http://www.sia.cn/ （页面存档备份，存于）                               |
| 中国科学院海洋研究所                                 | 1950年         | 青岛     | http://www.qdio.cas.cn/ （页面存档备份，存于）                          |
| 中国科学院青岛生物能源与过程研究所                   | 2009年         | 青岛     | http://www.qibebt.cas.cn/ （页面存档备份，存于）                        |
| 中国科学院烟台海岸带研究所                           | 2009年         | 烟台     | http://www.yic.ac.cn/ （页面存档备份，存于）                            |
| 中国科学院长春应用化学研究所                         | 1948年         | 长春     | http://www.ciac.jl.cn/ （页面存档备份，存于）                           |
| 中国科学院东北地理与农业生态研究所                   | 2002年         | 长春     | http://www.neigae.ac.cn/ （页面存档备份，存于）                         |
| 中国科学院上海微系统与信息技术研究所                 | 1928年         | 上海     | http://www.sim.ac.cn/ （页面存档备份，存于）                            |
| 中国科学院上海技术物理研究所                         | 1958年         | 上海     | http://www.sitp.ac.cn/ （页面存档备份，存于）                           |
| 中国科学院上海硅酸盐研究所                           | 1959年         | 上海     | http://www.sic.ac.cn/ （页面存档备份，存于）                            |
| 中国科学院上海有机化学研究所                         | 1928年         | 上海     | http://www.sioc.ac.cn/ （页面存档备份，存于）                           |
| 中国科学院上海应用物理研究所                         | 1959年         | 上海     | http://www.sinap.cas.cn/ （页面存档备份，存于）                         |
| 中国科学院上海巴斯德研究所                           | 2005年         | 上海     | http://www.shanghaipasteur.cas.cn/ （页面存档备份，存于）               |
| 中国科学院上海药物研究所                             | 1932年         | 上海     | http://www.simm.cas.cn/ （页面存档备份，存于）                          |
| 中国科学院福建物质结构研究所（中国科学院海西研究院） | 1960年         | 福州     | http://www.fjirsm.ac.cn/ （页面存档备份，存于）                         |
| 中国科学院城市环境研究所                             | 2006年         | 厦门     | http://www.iue.ac.cn/ （页面存档备份，存于）                            |
| 中国科学院宁波材料技术与工程研究所                   | 2007年         | 宁波     | http://www.nimte.ac.cn/ （页面存档备份，存于）                          |
| 中国科学院南京地质古生物研究所                       | 1951年         | 南京     | http://www.nigpas.cas.cn/ （页面存档备份，存于）                        |
| 中国科学院南京土壤研究所                             | 1953年         | 南京     | http://www.issas.ac.cn/ （页面存档备份，存于）                          |
| 中国科学院南京地理与湖泊研究所                       | 1959年         | 南京     | http://www.niglas.ac.cn/ （页面存档备份，存于）                         |
| 中国科学院肿瘤与基础医学研究所                       | 2019年         | 杭州     | https://www.ibmc.ac.cn/ （页面存档备份，存于）                          |
| 中国科学院苏州纳米技术与纳米仿生研究所               | 2006年         | 苏州     | http://www.sinano.cas.cn/ （页面存档备份，存于）                        |
| 中国科学院苏州生物医学工程技术研究所                 | 2012年         | 苏州     | http://www.sibet.ac.cn/ （页面存档备份，存于）                          |
| 中国科学院合肥物质科学研究院                         | 2003年         | 合肥     | https://www.hf.cas.cn/ （页面存档备份，存于）                           |
| 中国科学院武汉岩土力学研究所                         | 1958年         | 武汉     | http://www.whrsm.cas.cn/ （页面存档备份，存于）                         |
| 中国科学院武汉病毒研究所                             | 1956年         | 武汉     | http://www.whiov.ac.cn/ （页面存档备份，存于）                          |
| 中国科学院水生生物研究所                             | 1950年         | 武汉     | http://www.ihb.ac.cn/ （页面存档备份，存于）                            |
| 中国科学院武汉植物园                                 | 1958年         | 武汉     | http://www.whiob.ac.cn/ （页面存档备份，存于）                          |
| 中国科学院南海海洋研究所                             | 1959年         | 广州     | http://www.scsio.ac.cn/ （页面存档备份，存于）                          |
| 中国科学院华南植物园（华南国家植物园）               | 1929年         | 广州     | https://scbg.cas.cn/                                                    |
| 中国科学院广州能源研究所                             | 1978年         | 广州     | https://giec.cas.cn/                                                    |
| 中国科学院广州地球化学研究所                         | 1987年         | 广州     | http://www.gig.cas.cn/ （页面存档备份，存于）                           |
| 中国科学院广州生物医药与健康研究院                   | 2006年         | 广州     | http://www.gibh.cas.cn/ （页面存档备份，存于）                          |
| 中国科学院亚热带农业生态研究所                       | 1978年         | 长沙     | https://www.isa.cas.cn/ （页面存档备份，存于）                          |
| 中国科学院深圳先进技术研究院                         | 2006年         | 深圳     | https://www.siat.ac.cn/ （页面存档备份，存于）                          |
| 中国科学院三亚深海科学与工程研究所                   | 2011年         | 三亚     | https://web.archive.org/web/20171121104143/http://www.sidsse.cas.cn/    |
| 中国科学院重庆绿色智能技术研究院                     | 2012年         | 重庆     | http://www.cigit.cas.cn/ （页面存档备份，存于）                         |
| 中国科学院成都生物研究所                             | 1958年         | 成都     | https://cib.cas.cn/ （页面存档备份，存于）                              |
| 中国科学院、水利部成都山地灾害与环境研究所           | 1965年         | 成都     | https://imde.cas.cn/ （页面存档备份，存于）                             |
| 中国科学院昆明动物研究所                             | 1959年         | 昆明     | http://www.kiz.cas.cn/ （页面存档备份，存于）                           |
| 中国科学院昆明植物研究所                             | 1938年         | 昆明     | https://kib.cas.cn/                                                     |
| 中国科学院西双版纳热带植物园                         | 1959年         | 西双版纳 | https://xtbg.cas.cn/ （页面存档备份，存于）                             |
| 中国科学院地球化学研究所                             | 1966年         | 贵阳     | https://www.gyig.ac.cn/                                                 |
| 中国科学院西安光学精密机械研究所                     | 1962年         | 西安     | https://opt.cas.cn/ （页面存档备份，存于）                              |
| 中国科学院国家授时中心                               | 1966年         | 西安     | http://www.ntsc.cas.cn/ （页面存档备份，存于）                          |
| 中国科学院地球环境研究所                             | 1985年         | 西安     | http://www.ieecas.cn/ （页面存档备份，存于）                            |
| 中国科学院近代物理研究所                             | 1957年         | 兰州     | https://imp.cas.cn/ （页面存档备份，存于）                              |
| 中国科学院兰州化学物理研究所                         | 1958年         | 兰州     | http://www.licp.cas.cn/ （页面存档备份，存于）                          |
| 中国科学院西北生态环境资源研究院                     | 2016年         | 兰州     | http://www.nieer.cas.cn/（页面存档备份，存于）                          |
| 中国科学院青海盐湖研究所                             | 1965年         | 西宁     | https://isl.cas.cn/ （页面存档备份，存于）                              |
| 中国科学院西北高原生物研究所、三江源国家公园研究院   | 1962年         | 西宁     | http://www.nwipb.cas.cn/ （页面存档备份，存于）                         |
| 中国科学院新疆理化技术研究所                         | 2002年         | 乌鲁木齐 | http://www.xjipc.cas.cn/ （页面存档备份，存于）                         |
| 中国科学院新疆生态与地理研究所                       | 1998年         | 乌鲁木齐 | https://egi.cas.cn/ （页面存档备份，存于）                              |
| 中国科学院赣江创新研究院                             | 2020年         | 赣州     | https://gia.cas.cn/ （页面存档备份，存于）                              |